# Ненад Хераковић
Ненад Хераковић (Панчево, 16. мај 1984) српски је глумац.
Основну школу и Гимназију "Урош Предић" завршио је у Панчеву. Академију уметности у Новом Саду уписао је 2005. године у класи професора Љубослава Мајере. Одмах након завршених студија уследила је улога Драгослава Михајловића "Вампира" у култом остварењу Драгана Бјелогрлића, филму и серији Монтевидео Бог те видео. Након тога, ређале су се улоге у другим, такође успешним пројектима домаће и стране продукциje.

## Филмографија
| Год.       | Назив                                 | Улога                         |
| ---------- | ------------------------------------- | ----------------------------- |
| 2009.      | Зона мртвих                           | Дух                           |
| 2010.      | Српски филм                           | чувар 1                       |
| 2010.      | Монтевидео, Бог те видео!             | Драгослав Михајловић „Вампир“ |
| 2012.      | Доктор Реј и ђаволи                   | београдски Џејмс Дин          |
| 2014.      | Равна гора                            | Милован Ђилас                 |
| 2012−2014. | Монтевидео, Бог те видео! (ТВ серија) | Драгослав Михајловић „Вампир“ |
| 2014.      | Монтевидео, видимо се!                | Драгослав Михајловић „Вампир“ |
| 2014−2015. | Јагодићи                              | Фајферов приправник           |
| 2015.      | Последњи пантери                      | Игор Бранковић                |
| 2015−2016. | Чизмаши                               | Дежурни стражар               |
| 2016.      | Упркос снегу који пада                | Човек 1                       |
| 2016.      | Прваци света                          | Војник на Калемегдану         |
| 2017.      | Папилон                               | Овца                          |
| 2017.      | Сенке над Балканом                    | жандар Милисав                |
| 2017.      | Сумњива лица                          | телохранитељ Раде             |
| 2017−2019. | Пси лају, ветар носи                  | Томче                         |
| 2018.      | Пет                                   | Мрки                          |
| 2018.      | Шкрге                                 | Ранковић                      |
| 2018.      | Шифра Деспот                          | редитељ, плави                |
| 2018−2019. | Жигосани у рекету                     | Стеван                        |
| 2019.      | Такси блуз                            | Немања                        |
| 2019.      | Реална прича                          | Славко                        |
| 2020.      | Мама и тата се играју рата            | Славко                        |
| 2021.      | Радио Милева                          | Раца                          |
| 2021.      | Александар од Југославије             | пуковник Јован Ненадовић      |
| 2021.      | Авионџије                             | Мацан                         |
| 2022.      | Траг дивљачи                          | удбаш Мирче                   |
| 2023.      | Хероји Халијарда                      | Теочинац                      |
| 2024.      | Сабља                                 | Милош Симовић                 |
| 2024.      | Недеља                                | Дублер                        |

## Улоге у синхронизацијама
| Година     | Назив                                     | Улога                                                       |
| ---------- | ----------------------------------------- | ----------------------------------------------------------- |
| 2008-2012. | Биби Блоксберг                            | Градоначелник, Бернард Блоксберг итд.                       |
| 2008.      | Биби и Тина (С1)                          | Доктор Роберт итд.                                          |
| 2013.      | Аватар: Последњи владар ветрова           | Хакода                                                      |
| 2013.      | Ај Карли                                  | додатни гласови                                             |
| 2013.      | Биг тајм раш                              | Доктор Холивуд (С4Е10), Џоџо, додатни гласови               |
| 2013.      | Вакфу                                     | Ремингтон Смис, Бордеган, Мастиљави итд.                    |
| 2013.      | Викторијус                                | додатни гласови                                             |
| 2013.      | Водени свет малих гупија                  | додатни гласови                                             |
| 2013.      | Живот са дечацима                         | додатни гласови                                             |
| 2013.      | Инвазија Рабида                           | Џон (С1-2 сем у С2Е26) итд.                                 |
| 2013.      | Код Лиоко: Еволуција                      | Џим                                                         |
| 2013-2016. | Кунг фу панда: Легенде о феноментастичном | Мајстор Богомољка                                           |
| 2013.      | Марвин Марвин                             | Боб Форман                                                  |
| 2013.      | Маскирани певач                           | додатни гласови                                             |
| 2013.      | Млади мутанти нинџа корњаче (2012)        | Ороку Саки / Шредер (С3Е1-13)                               |
| 2013.      | Патролне шапе                             | додатни гласови                                             |
| 2013.      | Робот и Чудовиште                         | Пенђулум Дипо, додатни гласови                              |
| 2013.      | Супершпијунке (С6, Голд диги нет)         | додатни гласови                                             |
| 2013-2015. | Тим Умизуми                               | додатни гласови                                             |
| 2013.      | Чудновили Божић                           | Деда Мраз                                                   |
| 2013.      | Чудновили родитељи                        | Реми (С5), Винк Винкидинк                                   |
| 2013.      | Штене Клифорд                             | Соломон                                                     |
| 2014.      | Дај гол!                                  | Хера                                                        |
| 2014.      | Животињска фарма                          | Ђубрило                                                     |
| 2014-2015. | Како да дресирате свог змаја (ТВ серија)  | Рибоноги                                                    |
| 2014.      | Ники Дус                                  | Џими Ледењара                                               |
| 2014.      | Сем и Кет                                 | Венс Андерсон, Скип                                         |
| 2014-2015. | Тандерменови                              | Ојстер (С2 сем у С2Е13, 17, 22), додатни гласови            |
| 2015.      | Моћни ренџери: Супермегасила              | Џејк итд.                                                   |
| 2016.      | Калимеро (2014)                           | Пјеро                                                       |
| 2016.      | Џони Тест (С4-5)                          | Блинг Блинг итд.                                            |
| 2019.      | Прерушени шпијуни                         | Кацу Кимура                                                 |
| 2020.      | Ратови звезда: Ратови клонова (2008)      | Кед Бејн, Ват Тамбор, К2-Б4; Лијони (С4Е2), додатни гласови |
| 2020.      | Моћни играчи                              | Сарџ Чарџ                                                   |
| 2021.      | Режање громо-мачака                       | Пантеро                                                     |
| 2023.      | Супер Марио браћа филм                    | Спајк                                                       |
| 2024.      | Трансформерси: Почетак                    | Орион Пакс/Оптимус Прајм                                    |
| 2024.      | Нико 3: Иза поларне светлости             |                                                             |